# 레이먼드 카버
레이먼드 클레비 카버(Raymond Clevie Carver, 1938년 5월 25일 ~ 1988년 8월 2일)는 미국의 소설가이자 시인이다. "실제로 사람들이 사용하는 언어로 작품을 쓰겠다"고 천명한 미대륙의 국민시인 워즈워스 이후 일상어로 작품을 쓰는 데 성공한 이백년 만의 작가로 미국 문학사는 그를 기록하고 있다.

## 출생과 유년시절
레이먼드 카버는 1938년 5월 25일 미국 오리건주 클레츠케이니에서 태어났다. 그의 부모인 엘라와 클레비 레이먼드 카버는 아칸소주 출신으로 일거리를 찾아 오리건으로 왔다. 아버지 클레비 레이먼드 카버(C.R)는 아칸소 주의 레올라에서 중학교를 마친 뒤 줄곧 이용 잡역부로 일해왔으며, 오리건 주에서는 벌목 노동자로 근무했다. 1936년에 미국 뉴딜정책의 일환으로 연방사업계획(대공황 이후 연방정부에서 입안한 뉴딜 정책의 일부)이 실시되자 벌목 및 제재 노동자 노조에서 다양한 요구조건을 걸고 파업에 나서게 되고, C.R도 여기에 참여했다. 하지만 파업은 분쇄되었고, C.R은 다시 일자리를 찾아 오리건으로 이사를 왔으며, 레이먼드 카버를 낳고서 다시 북서부의 워싱턴주로 향했다.
워싱턴주 야키마는 카버가 유년시절을 보낸 곳이다. 야키마 지역의 표어는 “나일의 계곡보다 풍요로운 고장”이었다. 화산재로 덮여있어 토질이 비옥한 곳이었지만 가난한 노동계급이 많이 사는 곳이었다. 카버는 이곳에서 자라면서 이후에 자신의 작품세계에 반영될 문학적인 요소들을 많이 수혈받았다. 알코올중독으로 늘 고생했던 아버지와 신경증에 걸렸던 어머니, 지루하고 희망이 그다지 많지 않은 노동계급의 일상적인 삶은 그의 단편소설과 시에서 늘 등장하는 소재였는데, 그래도 카버의 어린시절이 그렇게 암울했던 것만은 아니었다. 야키마의 노동계급 사람들은 대공황기와 파업을 통과하면서 쌓아온 자신감이 있었고, 카버 역시 그런 분위기에서 안전함을 느끼며 자라왔다. 카버의 집은 가난하긴 했지만 주말이면 풍족하게 음식을 먹었고, 돈이 없이도 즐겁게 지낼 수 있었다.
카버는 성실한 학생은 아니었지만 재능이 있었다. 그의 초등학교 교사인 월라드 L. 요크는 과체중에 지저분하고 때때로 불손한 이 학생에 대해 이렇게 평가하고 있다. “레이먼드는 지금도 학업 능력이 매우 만족스러운 수준이지만 훨씬 뛰어날 수도 있는 능력을 가지고 있다…. (하지만) 할 능력이 있는 것을 거의 하지 않는다” 그는 감수성이 예민했고, 즉석에서 이야기를 지어내기를 잘 했으며, 약간의 우울함과 말없음을 가진 소년이었다. 그는 펄프 픽션을 좋아했고, 아버지 C.R의 동료인 샌드마이어와 함께 사냥을 즐겼다.
카버는 1955년 여름, 그가 18살이 되던 해에 워싱턴주 유니언 캡에 있는 도넛 가게에서 메리엔 버크(당시 16세)를 만난다. 메리엔도 가난의 늪에 빠져있긴 했지만 대단히 총명한 여자였는데, 그녀는 카버의 문학적인 재능과 분위기를 첫만남부터 알아보았고 결혼을 결심했다. 메리엔은 이후 1982년 최종적으로 이혼 서류에 도장을 찍을 때까지 카버의 가장 든든한 후원자이자 지지자가 되었다. 둘은 1957년 6월에 결혼했고 이때 메리엔은 카버의 아이를 임신한 상태였다.

## 글을 쓰며 살 것이다
두 사람에게 모두 가난은 필연적이었다. 카버는 낮에는 약국에서 일하고 밤에는 야키마 초급대학에서 공부했다. 1959년 5월 25일 카버 부부는 아이들과 함께 치코로 이사했고, 이곳에서 그는 치코 주립대학에 다니며 최초의 문학 스승인 존 가드너를 만나게 된다. 존 가드너는 26살의 패기넘치고 자신만만한 문학인이었지만, 그때까지는 아직 널리 알려지지 않은 작가이기도 했다(그의 작품은 30년 뒤에나 미국 전역에 알려진다). 카버는 그때까지 진짜 ‘작가’에게 배운적이 없었기 때문에 존 가드너에게 특별한 인상을 받았는데, 가드너가 거의 악마적인 강박을 갖고서 자신의 미학을 설파하는 사람이었기 때문이었다. 카버는 그곳에서 학기마다 작품을 쓰고 평가 받는 과정을 통해 소설을 쓰며 사는 삶을 점점 받아들이고 있었다. 자신이 작가임을 선포한 작품 <분노의 계절>이 치코 주립대학에서 발간하는 잡지 <선집>에 발표되었고, 그는 작가로서 살기로 결심한다. 카버는 홈볼트에서 문학사 학위를 받고 졸업했고, 아이오와에서 진행하고 있는 시 전공 예술사(M.F.A) 프로그램에 지원하여 아이오와로 떠나게 된다.

## 문학적 성취와 알코올 중독
카버는 어느 한곳에 잘 정착할 수 있는 사람이 아니었다. 가난 때문이었는데, 그는 아이오와에서도 부인 메리엔과 일을 하며 M.F.A를 수강해야 했다. 아이오와의 겨울과 학업분위기에 적응하지 못한 카버는 결국 새크라멘토로 돌아온다. 그 후에 백화점, 서점, 병원 청소부를 전전하며 글쓰기를 병행한다. 67년 그가 첫번째 파산신청을 하고, 그의 아버지 C.R이 사망한 후 그는 사이언스 리서치 어소시에이츠(SRA)에 교과서 편집자로 취직한다. 여기서 편집자 고든 리시를 처음 만나게 되는데, 그는 이후 카버 문학을 알리고 만드는데 크게 공헌을 하는 인물이다. 그 해 카버의 단편 소설 <제발 조용히 해줄래, 제발?>이 <1967년 전미 최우수 단편 선집>에 수록된다. 이때부터 카버의 단편소설이 점차 알려지게 되고, 대학에서 일자리를 구하는 것도 한층 쉬워진다. 이후 1970년 <육십 에이커>가 <1970년 전미 최우수 단편 선집>에 선정되고, 71년에는 <이웃 사람들>이 <에스콰이어>지에 팔리게 된다. 당시 에스콰이어는 고든 리시가 편집자로 있었다. 77년에는 소설집 <제발 조용히 해줄래, 제발?>이 전미 도서상 후보에 오르면서 문학 인생에서 첫번째 절정에 오르지만, 그를 괴롭히던 알코올 중독 때문에 그의 가정사는 파탄의 길로 접어든다.
카버의 알코올 중독은 그가 젊었던 시절부터 이어져 왔었고 그의 삶을 송두리째 뿌리뽑았다. 그는 강의를 하는 중간 중간에도 술을 마셨으며, 알코올 중독 때문에 아내인 메리엔과도 끊임없이 다퉜다. 1977년 6월 2일 금주를 선언하고 그 이후로 술을 한방울도 입에 대지 않기 전까지, 그는 건강과 친구, 가정을 모두 잃어버렸고, 결국은 자신이 사랑하는 문학에서도 점점 자신감을 잃어갔다. <파리리뷰>(한국판: 작가란 무엇인가)와의 인터뷰에서 카버는 “솔직히 말씀드리면 제 인생의 어떤 것보다도 술을 끊은 게 더 자랑스럽답니다”라고 말했다.
1982년 그는 메리엔과 최종적으로 이혼했다. 다음해인 83년에는 소설집 <대성당>이 출간되었으며 전미 도서상 후보와 퓰리처상 후보에 오르면서 미국 단편소설 분야의 정점을 찍게 된다. 87년 그는 폐암 초기 선고를 받았으며 그 다음해 암이 뇌로 전이되어 돌이킬 수 없는 상태에 이른다. 이때 미국 문학예술 아카데미의 정식회원이 된다. 8월 4일 포트 엔젤레스의 자택에서 사망하고 이틀 뒤에 가족과 친구들의 애도 속에 포트 엔젤레스의 오션 뷰 공동묘지에 묻혔다. 그의 나이 50세였다.

## 카버의 문학세계
레이먼드 카버는 많은 미국작가들이 60년대에 그러했듯이 헤밍웨이의 소설을 사랑했다. 헤밍웨이가 보여줄 수 있는 간결한 문체와 터프한 인물을 그도 쓰고 싶어했지만, 그는 가난 때문에 헤밍웨이처럼 쿠바 아바나에 가거나 하는 것은 불가능했다. 대신 카버는 평범한 노동계급 가정에서 일어나는 온갖 불화와 비열한 일들, 소소한 일상들을 쓰는데 주력했는데, 많은 이들이 이 소설들을 절망적인 내용이라고 평가했지만 그는 그렇게 생각하지 않은 듯하다. 대부분 사람들의 삶이 그냥 그런 모습이었기 때문이었다. 사실 카버의 문학의 상당부분은 에스콰이어의 편집장으로 있었던 고든 리시에 의해 만들어졌다는 논란도 있다. 리시는 카버가 보내오는 단편들의 내용, 문체, 제목등을 적극적으로 수정하곤 했는데, 카버는 이런 제안을 꽤 관대하게 받아들였다. 알코올 중독으로 인한 불안감, 고든 리시의 문학적 재능에 대한 신뢰, 빨리 자신의 작품이 출간되어 문학적 입지를 다지고 싶다는 욕심등이 섞인 결과였다. 하지만 리시의 개입에도 불구하고 카버의 소설들은 그가 집념으로 계속해서 글쓰기에 매진했기 때문에 가능했다.미국 문단은 카버를 ‘미니멀리즘 소설’의 정점이라고 평가한다. "실제로 사람들이 사용하는 언어로 작품을 쓰겠다"고 천명한 미대륙의 국민시인 워즈워스 이후 일상어로 작품을 쓰는 데 성공한 이백년 만의 작가로 미국 문학사는 그를 기록하고 있다.
<파리리뷰>와의 인터뷰에서 카버는 소설이 무엇이냐는 질문에 다음과 같이 답했다. “예술은 당구를 하거나 카드 게임을 하거나 볼링을 하는 거나 마찬가지예요. 단지 뭔가 다른 형태, 아마도 더 고양된 형태의 오락이지요. 그렇다고 예술에 정신적인 자양분이 없다고 말씀드리는 것은 아닙니다. (중략) 소설은 뭔가를 해야만 하는 것이 아니랍니다. 소설은 단지 그것에서 얻는 강렬한 즐거움 때문에 존재하는 것입니다. 뭔가 지속적이고 오래가고 그 자체로 아름다운 어떤 것을 읽는 데서 오는 다른 종류의 즐거움이지요. 아무리 희미할지라도 계속해서 불타오르는 이런 불꽃을 쏘아 올리는 어떤 것이랍니다”

## 한국에 출간된 작품
현재 한국에는 소설집 5권이 출간되어 있다.
- <제발 조용히 좀 해요>, 문학동네, 2004년
- <사랑을 말할 때 우리가 이야기하는 것>, 문학동네, 2005년
- <대성당>, 문학동네, 2014년
- <풋내기들>, 문학동네, 2015년 3월
- <내가 필요하면 전화해>, 문학동네, 2015년 8월

## 참조
캐리 스클레니카, <레이먼드 카버 – 어느 작가의 생>, 도서출판 강, 2012년
권승현, 김진아 옮김 ,<작가란 무엇인가> 중 레이먼드 카버와의 인터뷰, 출판사 다른, 2014